# Saint-Jean Industries
Saint-Jean Industries ist ein französischer Automobilzulieferer, der 1962 gegründet wurde und insbesondere für sein Cobapress-Verfahren bekannt ist. Seine Geschichte ist eng mit der Familie Di Serio verbunden, die der einzige Aktionär ist.

## Geschichte

### 1962 bis 1982, Entstehung der Gießerei Saint Jean
Saint-Jean Industries wurde am 1. Juli 1962 unter dem Namen SARL Garavoglia Frères in Belleville im Département Rhône mit einem Stammkapital von 130.000 Francs gegründet. Der Name wird 27 Tage später in Venet Garavoglia Frères geändert. Zu dieser Zeit fertigte das Unternehmen Gussteilen für kleine Stanzgeräte. Es beschäftigte sechs Angestellte und einige Monate später etwa 20 Angestellte.
Das Unternehmen ändert häufig den Namen: Fonderie Venet-Garavoglia (1969), Fonderie Venet (1977), Fonderie Saint Jean (1980) und ab 1991 wird der aktuelle Name Saint-Jean Industries verwendet.
Kurz nach der ersten Ölkrise 1973 ging es der Gießerei schlecht, es kam zu Entlassungen. 1974 trat Thomas Di Serio in das Unternehmen ein. Er verbessert die Produktion, baut den Kundenstamm aus und interessiert sich für neue Technologien. Sechs Monate nach seinem Eintritt übernimmt er die Leitung des Unternehmens, kauft alle Anteile auf und wird Generaldirektor. Er beschließt, den Markt für Großserienteile aufzugeben und sich auf technische Komponenten zu verlegen. Es beginnt ein umfassendes Programm zur Umstrukturierung und Modernisierung der Anlagen.

### Von 1983 bis 2000: Erfindung von Cobapress und Verwendung in der Industrie
1982 erreicht das Unternehmen mit einer Belegschaft von 75 Angestellten einen Umsatz von 30 Millionen Francs. 1983 stellt ein Großkunde (Stronglight) ein Ultimatum: Die gegossenen Kurbeln seien nicht widerstandsfähig genug, und würden bald in Schmiedearbeit hergestellt, wenn die Gießerei keine Lösung fände. Es wird das Cobapress-Verfahren entwickelt, welches seinen Namen von den Herstellungsschritten ableitet: Couler Basculer Presser. Dabei erfolgt nach dem Teileguss ein zusätzlicher Schmiedevorgang. Dieses Herstellungsverfahren soll im Vergleich zu herkömmlichen Gießerei- und Schmiedeverfahren Kostenvorteile und eine Verringerung des Teilegewichts aufweisen.
Saint Jean Industries lizenzierte 1993 das Cobapress-Patent an die Groupe PSA, welche das Verfahren an einem Querlenker des Citroën ZX anwendet. Später sind PSA und General Motors die ersten Großkunden des Unternehmens.
Zu dieser Zeit wurden Verhandlungen mit anderen Herstellern aufgenommen, doch die geringe Größe des Unternehmens Saint Jean Industries wirkte sich negativ auf das Unternehmen aus. Um dies zu ändern, wird eine Partnerschaft mit der SIFCOR-Gruppe eingegangen, die eine Lizenzübertragung und die Errichtung einer neuen Produktionsstätte umfasst, um die geforderten Mengen zu erreichen. Weitere Allianzen werden in Betracht gezogen, insbesondere auf internationaler Ebene.

### Von 2000 bis 2009
Ab den 2000er Jahren ist zu beobachten, dass das Unternehmen zunehmend versucht, auf internationaler Ebene zu expandieren.
Im Jahr 2000 lizenzierte es an den US-amerikanischen Konzern Superior Industries International Inc., der eine eigene Produktionsstätte mit 45.000 m² in Heber Springs in den USA errichten ließ. Die Cobapress-Technologie wird mittlerweile von den meisten Automobilherstellern weltweit anerkannt.
2002 übernahm Emile Di Serio, der Sohn von Thomas Di Serio, die Leitung des Unternehmens. Die Produktion des Unternehmens konzentriert sich wieder auf Ausrüstungen und Unterbaugruppen für die Automobilindustrie. In den folgenden Jahren beschloss Saint Jean Industries, seine Wachstumsstrategie zu intensivieren, insbesondere auf internationaler Ebene, durch die Veräußerung von Patenten, den Bau neuer Standorte und durch Übernahmen.
Im Jahr 2003 wurde eine neue Produktionsstätte in Slavonski Brod in Kroatien eröffnet. Das erklärte Ziel von Thomas Di Serio war es, traditionelles Know-how dorthin zu transferieren, auf dem ein starker Wettbewerb herrscht.
Das Jahr 2004 ist geprägt von den ersten Schritten auf dem asiatischen Kontinent. Es wird eine Industriepartnerschaft für den Betrieb der Cobapress durch das koreanische Unternehmen Myunghwa Industries gegründet. Gleichzeitig wird in China ein Handelsbüro in Shanghai eröffnet.
2005 wollte das Unternehmen seine Aktivitäten in die Herstellung von Teilen für LKWs diversifizieren und kaufte die Aktiva der Lyoner Gießerei Duranton Sicfond auf. Diese Übernahme erwies sich als Fehlschlag. Infolge des starken Rückgangs des Lkw-Marktes gehen die Aufträge des Hauptkunden 2008 zurück. Die Gießerei wird unter gerichtliche Liquidation gestellt, was heftige Reaktionen über das Schicksal der damaligen Beschäftigten auslöst.
2006 übernimmt Saint Jean Industries den Geschäftsbereich „Composants“ (für die Bodenverbindung) des amerikanischen Konzerns Superior Industries International Inc, der eine Lizenz für die Nutzung des Cobapress-Verfahrens besaß.
2008 übernahm die Familie Di Serio 62 % der Anteile an der Aluminium Giesserei Rackwitz GmbH in Leipzig in Deutschland. Diese Gießerei ist auf den Guss und die Bearbeitung von Aluminiumteilen für die Automobil-, Motorrad- und LKW-Industrie spezialisiert.

### Von 2009 bis heute
Infolge der Finanzkrise 2008 brach der Automobilmarkt im darauffolgenden Jahr stark ein und viele Unternehmen der Automobilindustrie gerieten in Schwierigkeiten. Dieses Klima der Unsicherheit führte zu einer Neuorganisation des Sektors und für das Unternehmen Saint Jean Industries zu einer Änderung seiner Einstellung, um nicht mehr nur von einem Markt abhängig zu sein. Es folgte ein starkes organisches Wachstum, um neue verwandte Aktivitäten und neues Know-how zu integrieren.
Im Jahr 2009 übernahm die Familie Di Serio das Familienunternehmen Beringer, das im Bereich der Bremssysteme für Motorräder bekannt war. Das erklärte Ziel war es, die Industrialisierung dieser hochwertigen Produkte zu ermöglichen. Ein Jahr später erscheint eine neue Produktreihe von Bremssätteln und Hauptbremszylindern Cobapress, die aus der Partnerschaft mit Saint Jean Industries hervorgegangen ist.
2010 ging das norwegische Unternehmen Fundo AS, ein Spezialist für Aluminiumfelgen, in Liquidation. Die Institution „Innovation Norge“ kontaktierte daraufhin Saint Jean Industries, die einen Plan zur Übernahme der Vermögenswerte von Fundo und aller seiner Patente vorschlug. Aus dieser Übernahme gehen 2011 das Unternehmen Saint Jean Wheels und die Cobawheels-Technologie hervor.
Im selben Jahr übernimmt Saint Jean Industries an der Seite des FMEA (Fond de Modernisation des Entreprises de l'Automobile) eine Mehrheitsbeteiligung an dem französischen Unternehmen Fournier Rang 2 und wird auch Aktionär des französischen Unternehmens Auto-Cast Industry. Fournier ist ein Unternehmen mit zwei Standorten in Lothringen in Harol und Thaon-les-Vosges, dessen Hauptgeschäftsfelder die Feinmechanik und der Prototypenbau sind. Auto-Cast Industry ist eine Gießerei mit Sitz in Changé in Mayenne, die sich auf die Herstellung von Teilen aus Gusseisen und Edelstahl spezialisiert hat. Diese beiden Einheiten werden in Saint Jean Industries Lorraine bzw. Saint Jean Industries Laval umbenannt.
Im Frühjahr 2011 übernimmt Saint Jean Industries den Standort Plan-les-Ouates in der Nähe von Genf von dem Schweizer Industrieunternehmen RUAG. Dort werden Module aus Titan, Aluminium und Inconel hergestellt. Der Berner Verkäufer hatte beschlossen, diese Einheit zu schließen, um sich auf Spezialprodukte und Nischenanwendungen in der Luft- und Raumfahrtindustrie zu konzentrieren. Die Transaktion wurde vom Genfer Amt für Wirtschaftsförderung und der Fondation d'aide aux entreprises unterstützt. Sie gibt dem französischen Käufer die Möglichkeit, seine Aktivitäten auf den Bereich der Luft- und Raumfahrt auszuweiten.
2012 wurde für Fonderie du Poitou Aluminium ein Insolvenzverfahren eingeleitet und das Angebot von Saint Jean Industries wurde vom Gericht in Nanterre ausgewählt. Eine vorzeitige Ankündigung wird vom französischen Staatspräsidenten Nicolas Sarkozy persönlich gemacht, in einem politisierten Kontext, da er sich mitten in der Wahlperiode befindet.
Am 10. April 2013 wird eine Erweiterung des Standorts in Kroatien eingeweiht bei einer Feier, an der der Premierminister und Minister für regionale Entwicklung sowie der Wirtschaftsminister teilnahmen.
Im September 2016 übernimmt Saint Jean Industrie das deutsche Unternehmen Fastner GmbH, das auf die Bearbeitung und Montage von Aluminiumteilen spezialisiert ist. Fastner wird dann in SJI Stuttgart umbenannt. Diese Übernahme ermöglicht es Saint Jean Industries, sein Angebot an Aluminium-Leichtbauprodukten zu erweitern, die heute für die Hersteller unverzichtbar sind, wenn es um die Reichweite von Elektrofahrzeugen oder die Reduzierung von CO2-Emissionen geht. Die Fastner GmbH bringt ihre Kompetenzen in der Montage komplexer Unterbaugruppen aus Aluminium ein und ergänzt so die Palette der innovativen Produkte und Technologien der Gruppe.
Im Jahr 2018 beginnt der Bau einer neuen Produktionsstätte in China, in der Stadt Changshu. Da China der größte Automobilmarkt der Welt ist und der Anteil an Elektrofahrzeugen dort voraussichtlich stark ansteigen wird, war es für die Saint Jean Industries Gruppe notwendig, bei den zukünftigen chinesischen Automobilherstellern präsent zu sein. Das Werk wird seinen Kunden die Verfahren COBAPRESS, Niederdruckgießen und Schwerkraftgießen anbieten.

## Auszeichnungen
Seit der Entwicklung des COBAPRESS-Verfahrens erhält die Firma Saint Jean Industries mehrere Auszeichnungen.
- 1997: Trophäe für den Sieg der Autodidakten,
- 2010: SJI wird von General Motors zum Zulieferer des Jahres ernannt.[17]
- 2011: Auszeichnung als internationales Unternehmen von Ernst & Young.[18]
- 2012: Auszeichnung als Hauptlieferant von PSA Peugeot Citroën.[19]
- 2014: Tesla zeichnet SJI für seine Innovationen aus.[20]
- 2016 : PSA zeichnet Saint Jean Industries doo für seine Qualitätsleistung aus-[21]

## Organisation der Standorte
Die Saint Jean Industries Gruppe besteht aus 10 Produktionsstandorten:
- Saint Jean Industries S.A.S. (Hauptsitz), Saint-Jean-d’Ardières in  Frankreich, 400 Mitarbeiter
- Saint Jean Industries d.o.o.,  Kroatien, 450 Beschäftigte
- Saint Jean Industries Inc.,  Vereinigte Staaten, 430 Beschäftigte
- Saint Jean Industries Lorraine, Harol und Thaon-les-Vosges in  Frankreich, 110 Beschäftigte
- Saint Jean Industries Laval, Changé in  Frankreich, 130 Mitarbeiter
- Saint Jean Tooling, Saint-Jean-d'Ardières in  Frankreich, 50 Mitarbeiter
- Saint Jean Stuttgart, Ilsfeld Auenstein in  Deutschland, 185 Mitarbeiter
- St. Jean Valladolid, Mojados in  Spanien, 65 Mitarbeiter

## Angewandte Industrietechniken
- Aluminium:
  - COBAPRESS
  - Schwerkraftmuschel
  - EPGS
  - Niederdruck
  - Bearbeitung und Montage
- Titan und Inconel:
  - Bearbeitung und Montage
- Gusseisen und Stahl:
  - Panzerformguss
  - Bearbeitung und Zusammenbau

## Kunden
Zu den Kunden des Unternehmens zählen bzw. zählten:
- Areva
- Aston Martin
- Audi
- BMW
- Exagon Engineering
- Ferrari
- General Motors
- Honda
- Iveco Bus
- Jaguar
- Lamborghini
- Maserati
- Porsche
- PSA
- Renault
- Tesla
- Volkswagen
- Volvo